# Zintan Airport
Zintan Airport är en flygplats i Libyen.   Den ligger i distriktet Al Jabal al Gharbi, i den nordvästra delen av landet, 150 km sydväst om huvudstaden Tripoli. Zintan Airport ligger 601 meter över havet.
Terrängen runt Zintan Airport är huvudsakligen platt. Zintan Airport ligger nere i en dal. Runt Zintan Airport är det glesbefolkat, med 11 invånare per kvadratkilometer. Närmaste större samhälle är Az Zintān, 17,3 km norr om Zintan Airport. Trakten runt Zintan Airport är ofruktbar med lite eller ingen växtlighet.